# (716) Беркли
(716) Беркли (Berkeley) — небольшой астероид из группы главного пояса, открытый 30 июля 1911 года австрийским астрономом Иоганном Пализой в Вене и назван в честь калифорнийского города Беркли.

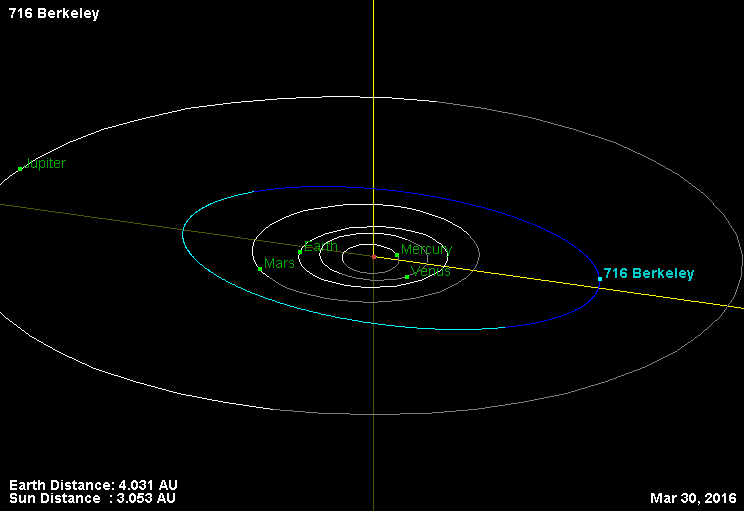
Орбита астероида Беркли и его положение в Солнечной системе